# Albertville
Albertville es una ciudad y 
comuna francesa del departamento de Saboya, en los Alpes franceses, en la región Auvernia-Ródano-Alpes. Tiene rango de subprefectura (alberga una subdelegación del gobierno civil) del departamento.

## Geografía
Albertville es situada en el norte del departamento de Saboya, a orillas del río Isère, a la desembocadura del río Arly.
Su altitud media es de 340 metros sobre el nivel del mar (pero sube hasta los 2037 metros).

## Historia
La ciudad fue fundada en 1835 por el rey de Cerdeña Carlos Alberto (Charles-Albert en francés) quien juntó a dos pueblos vecinos, Conflans y L'Hôpital, y le dio su nombre, es decir «Ciudad de Alberto».
Los Juegos Olímpicos de invierno de 1992 se celebraron en la región de Saboya, con Albertville como emplazamiento central.

## Demografía
| 1 251 | 1 303 | 1 450 | 3 406 | 3 801 | 3 896 | 4 018 | 3 897 | 4 398 | 4 750 | 5 086 | 5 460 | 5 854 | 6 371 | 6 164 | 6 364 | 6 276 | 5 654 | 6 103 | 6 548 | 7 126 | 7 137 | 8 426 | 12 159 | 15 739 | 16 961 | 16 970 | 17 411 | 17 340 | 17 814 | 18 832[2015=18 969 |
| Para los censos de 1962 a 1999 la población legal corresponde a la población sin duplicidades (Fuente: INSEE [Consultar]) |       |       |       |       |       |       |       |       |       |       |       |       |       |       |       |       |       |       |       |       |       |       |        |        |        |        |        |        |        |                    |

| Predecesor: Calgary | Ciudad Olímpica 1992 | Sucesor: Lillehammer |